# 沓内駅
沓内駅（タムネえき）は、 大韓民国京畿道南楊州市にかつて存在した京春線の鉄道駅である。

## 歴史
- 1960年8月21日 - 沓内里駅として開業[1]。
- 1961年6月20日 - 旅客営業中止[2]
- 1970年10月1日 - 沓内駅に改称の上で臨時乗降場として営業再開[3]
- 1974年12月5日 - 廃止[4]。